# Safety in Numbers (1930)
Safety in Numbers is een Amerikaanse filmkomedie uit 1930 onder regie van Victor Schertzinger.

## Verhaal
William Butler Reynolds uit San Francisco zal 350 miljoen dollar erven op zijn 21ste verjaardag. Zijn oom Carstairs wil dat hij eerst levenservaring opdoet in New York. Doel en opzet van de reis is om zijn neef te wapenen tegen valkuilen voor jonge miljonairs. Hij betaalt de revuedanseressen Jacqueline, Maxine en Pauline om William te gidsen.

## Rolverdeling
| Acteur           | Personage               |
| ---------------- | ----------------------- |
| Charles Rogers   | William Butler Reynolds |
| Kathryn Crawford | Jacqueline              |
| Josephine Dunn   | Maxine                  |
| Carole Lombard   | Pauline                 |
| Roscoe Karns     | Bertram Shapiro         |
| Richard Tucks    | F. Carstair Reynolds    |
| Francis McDonald | Phil Kemptom            |
| Raoul Paoli      | Jules                   |
| Virginia Bruce   | Alma McGregor           |
| Geneva Mitchell  | Cleo Carewe             |
| Louise Beavers   | Messalina               |